# ISO 9362
ISO 9362, también conocido como código SWIFT o código BIC, es un código de identificación bancaria más utilizado para realizar las transferencias internacionales de dinero.

## Transacciones financieras internacionales y swift
La mayoría de las transacciones financieras internacionales se hacen utilizando el código SWIFT, sigla de “Society for Worldwide Interbank Financial Telecommunication”, cuyo promotor principal es EE. UU. En 2017 más de 7.600 instituciones de 200 países utilizan el código Swift.
La Society for Worldwide Interbank Financial Telecommunication, SWIFT, gestiona estos códigos. Por este motivo también se suele llamar códigos SWIFT.
Existen unos 7.600 códigos activos (para contrapartes conectadas activamente a la red BIC) y alrededor de 10 000 códigos adicionales usados en transacciones manuales.

## Composición del código SWIFT
El código consta de 8 u 11 caracteres:
- Los primeros cuatro caracteres identifican el banco
- Los siguientes dos caracteres, el país (usando el código ISO 3166-1-alfa-2)
- Los siguientes dos caracteres, la localidad
- Los últimos tres caracteres (opcionales) identifican la sucursal; se puede utilizar 'XXX' para designar la sede central

Si se utiliza la versión abreviada de ocho caracteres, se sobreentiende que el establecimiento es la sede central.

### Algunos códigos SWIFT
Algunos ejemplos de código SWIFT, en orden alfabético:
- El Banco Central de la República Dominicana, con sede en Santo Domingo, tiene el código SWIFT BCRDDOSX.
- El Banco Central de Venezuela, con sede en Caracas, tiene el código SWIFT BCVEVECAXXX.[2][3]

- El Banco de Bogotá (BBOG), banco colombiano (CO) en Bogotá (BB), tiene el código SWIFT BBOGCOBBXXX.
- El Banco de Crédito e Inversiones (BCI), banco chileno (CL) en la Región Metropolitana (RM), tiene el código SWIFT CREDCLRMXXX.
- El Banco de Chile (BCHI), banco chileno (CL) en la Región Metropolitana (RM), tiene el código SWIFT BCHICLRMXXX.
- El Banco del Estado de Chile , banco chileno (CL) en la Región Metropolitana (RM), tiene el código SWIFT BECHCLRM.
- El Banco de China, en Hong Kong (HK), tiene el código SWIFT BKCHHKHH.
- El Banco de Crédito del Perú (BCP), banco peruano (PE), tiene el código SWIFT BCPLPEPL.
- El Banco de la Nación Argentina (NACN AR), banco argentino en Buenos Aires (BA), tiene el código SWIFT NACNARBA o NACNARBAXXX.
- El Banco Santander, banco español (ES) en Madrid (MM), tiene el código SWIFT BSCHESMM o BSCHESMMXXX.
- El Banesco, banco venezolano (VE) en Caracas (CS), tiene el código SWIFT UNIOVECAXXX.
- CaixaBank, banco español (ES) en Barcelona (BB), tiene el código SWIFT CAIXESBB o CAIXESBBXXX.
- Kutxabank, banco español (ES), tiene el código SWIFT BASKES2BXXX.
- JP Morgan Chase (JPM), banco estadounidense (US) en Nueva York, tiene el código SWIFT CHASUS33XXX.
- El M&T Bank (MTB), banco estadounidense (US) en Nueva York, tiene el código SWIFT MANTUS33.
- El BBVA Argentina, en Argentina, tiene el código SWIFT BFRPARBA
- El Banco Pichincha, con sede en Quito (Ecuador), tiene el código SWIFT PICHECEQXXX.

## Sistemas alternativos al SWIFT
Las alternativas más importantes al SWIFT estadounidense son:
- IBAN - Unión Europea  (International Bank Account Number - Código Internacional de Cuenta Bancaria)[4][5]
- CIPS - China (China International Payments System - Cross-Border Inter-Bank Payments System)
- SPFS - Rusia (Система передачи финансовых сообщений - Sistema de mensajería financiera)[6]
- Existen otras alternativas incipientes, entre ellas la de los BRICS.